# Södra Hwanghae
Södra Hwanghae är en provins i Nordkorea. Provinsen gränsar till Norra Hwanghae i norr och öster och Sydkorea i söder. Provinshuvudstaden är Haeju. Provinsen Södra Hwanghae bildades år 1954.
Provinsen är även uppdelad i en stad (si) och nitton landskommuner (kun).

## Städer
- Aho-dong
- Haeju (海州市; 해주시)

## Landskommuner
- Anak-gun (안악군; 安岳郡)
- Baekch'ŏn-gun (백천군; 白川郡)
- Bongch'ŏng-gun (봉천군; 峰泉郡)
- Byŏksŏng-gun (벽성군; 碧城郡)
- Yŏnan-gun (연안군; 延安郡)
- Chaeryŏng-gun (재령군; 載寧郡)
- Changyŏn-gun (장연군; 長淵郡)
- Ch'ŏngdan-gun (청단군; 靑丹郡)
- Gangry'ŏng-gun (강령군; 康翎郡)
- Gwail-gun (과일군; 瓜飴郡)
- Ongchin-gun (옹진군; 甕津郡)
- Samch'ŏn-gun (삼천군; 三泉郡)
- Sinch'ŏn-gun (신천군; 信川郡)
- Sinwŏn-gun (신원군; 新院郡)
- Songhwa-gun (송화군; 松禾郡)
- Taetan-gun (태탄군; 苔灘郡)
- Ŭnryul-gun (은률군; 殷栗郡)
- Ŭnch'ŏn-gun (은천군; 銀泉郡)
- Yongyŏn-gun (용연군; 龍淵郡)